# D’Orville (Familie)

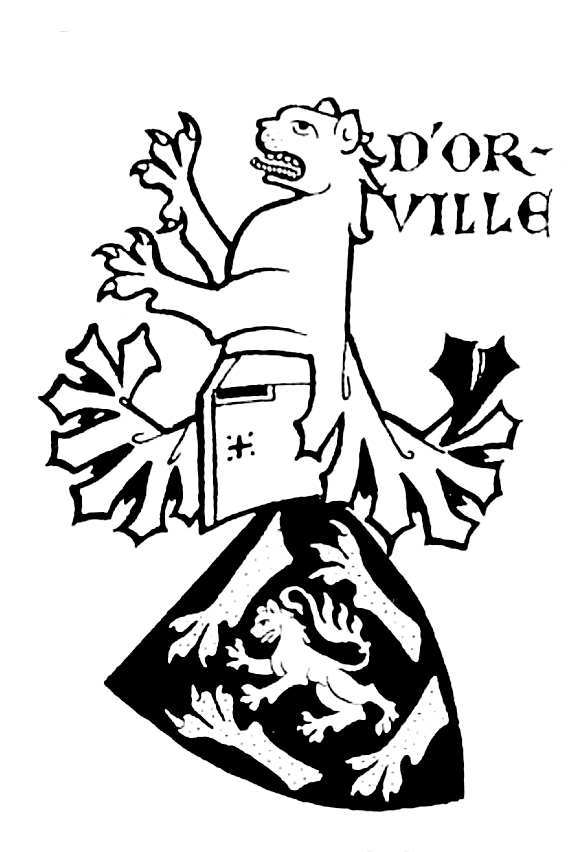
Stammwappen derer d’Orville

Die Familie d’Orville war calvinistischen Glaubens und stammte ursprünglich aus dem Dorf Orville nahe Valenciennes (Pas de Calais). Um 1560 wurde die Stadt ein Zentrum des Calvinismus und des ersten Widerstands gegen die spanische Herrschaft. Bald setzt aber die Gegenreformation ein. So wurde auch diese Familie im 16. Jahrhundert zu Glaubensflüchtigen und wanderte nach Antwerpen und dann in das heutige Deutschland aus.

## Geschichte
Die Stammreihe des Geschlechts beginnt mit Philippe d’Orville († 1552), Kaufmann in Valenciennes. Robert d’Orville kam 1572 als Tuch- und Baumwollhändler nach Frankfurt am Main. Daniel d’Orville kam 1637 über Frankenthal, einem calvinistischen/reformierten Zentrum, in das lutherische Frankfurt am Main.
1648 folgte ihm sein Neffe Peter d’Orville (1618–1699), der Elisabeth de Famars (1622–1693) heiratete. Auch die Familie de Famars war calvinistisch-reformatorischen Glaubens und stammte aus Valenciennes (Pas de Calais). Eines ihrer Kinder war Peter Friedrich d’Orville (1662–1739), dessen Ehe mit Susanna Judith Buirette von Oehlefeld (auch d’Ahlfelden) (1670–1730) auch Isaak d’Orville, späterer Freiherr d’Orville von Löwenclau, entstammte. Peter Friedrich und seine Nachfahren werden unten näher dargestellt.
Unklar sind verwandtschaftliche Beziehung zu Friedrich d’Orville (* 6. Mai 1590 in Frankreich (?); † 1641 in Köln), verheiratet mit Maria Modesta Camerarius (1601–1665) und deren drei Söhnen: Johann Joachim d’Orville, Friedrich d’Orville (1634–1675) und Jacob d’Orville (1634–1681). 450

### Johann Joachim d’Orville, Gesandter am Reichstag in Regensburg
Johann Joachim d’Orville (* 1633 in Den Haag), absolvierte nach dem Jurastudium in Heidelberg (1652) und Marburg (1658) ein Praktikum am Reichskammergericht. Danach unternahm er eine Kavalierstour durch die Schweiz und Frankreich und heiratete Marie Christine Vultejus, Tochter des hessischen Kanzlers Johannes Vultejus. im Auftrag von Graf Johann Ernst von Ysenburg-Büdingen wurde er dann tätig als Gesandter bei den Friedensverhandlungen von Nimwegen und bei verschiedenen Westfälischen Kreistagen. Ab 1671 war Orville tätig als Gesandter am Reichstag in Regensburg, entsandt von Karl, Landgraf der Landgrafschaft Hessen-Kassel. Ab 1682 war Orville auch tätig als Gesandter für die Landgrafschaft Hessen-Darmstadt und für das Fürstentum Pfalz-Zweibrücken.
Die erste Ehefrau Vultejus, von Joachim Dorville starb 1668 in Kassel im Kindbett. 1675 heiratete Dorville seine zweite Ehefrau Elisabeth Gogreve, die bereits 1681 in Rinteln verstarb. Dorville selbst starb einige Jahre später 1688, am 18.12., nur eine Woche vor Weihnachten. Er wurde noch am Tag vor Weihnachten auf dem südwestlichen Gesandtenfriedhof  bei der Dreieinigkeitskirche begraben. Der Begräbnisort wurde für Besucher des Kirchhofs ein gut erkennbarer Blickfang, denn die noch heute erhaltene zugehörige Orville-Grabplatte ist ungewöhnlich groß und künstlerisch so auffällig bearbeitet, dass sie den Blicken der Besucher nicht entgehen konnte. Wer in wessen Auftrag die Grabplatte geschaffen hat, ist nicht bekannt. Belegbar ist aber, dass das Bauamt der Stadt mit einem speziellen Bauplan für das betroffene beengte südwestlichen Gelände des Kirchhofs für die sehenswerte Grabplatte einen besonderen Liegeort gewählt hatte. Die Grabplatte wurde platziert unmittelbar vor dem an der Südwand des Kirchhofs verankerten großen Epitaph des Gesandten Johann Christoph von Limbach. Dessen Grabplatte war klein und unscheinbar und ist heute fast zerstört. Limbach-Epitaph und Dorville-Grabplatte bilden heute ein einheitlich erscheinendes gemeinsames Grabdenkmal, das trotz des Verlustes einer sitzenden Trauerfigur auf dem Sockel des Limbach-Epitaphs (erkennbar auf einem alten Foto) sehr eindrucksvoll ist.

## Wappen
- Das Stammwappen zeigt in Schwarz einen zweischwänzigen rot bewehrten silbernen Löwen zwischen vier (1:2:1) silbernen Löwenpranken. Auf dem Helm mit schwarz-silbernen Helmdecken der Löwe wachsend zwischen zwei silbernen Löwenpranken.
- Das Wappen von 1743 ist geviert und belegt mit dem Stammwappen als Herzschild. Felder 1 und 4 in Blau ein silberner Sparren begleitet von drei (2:1) mit den Henkeln auswärts gestellten goldenen Ölkrügen (Stammwappen derer Buirette von Oehlefeld), 2 und 3 in Silber ein schwarzer gekrönter Adler (Stammwappen derer de Famars). Zwei Helme, rechts der Stammhelm, links mit blau-goldenen Decken ein golden gekrönter und bewehrter schwarzer Doppeladler.[2]

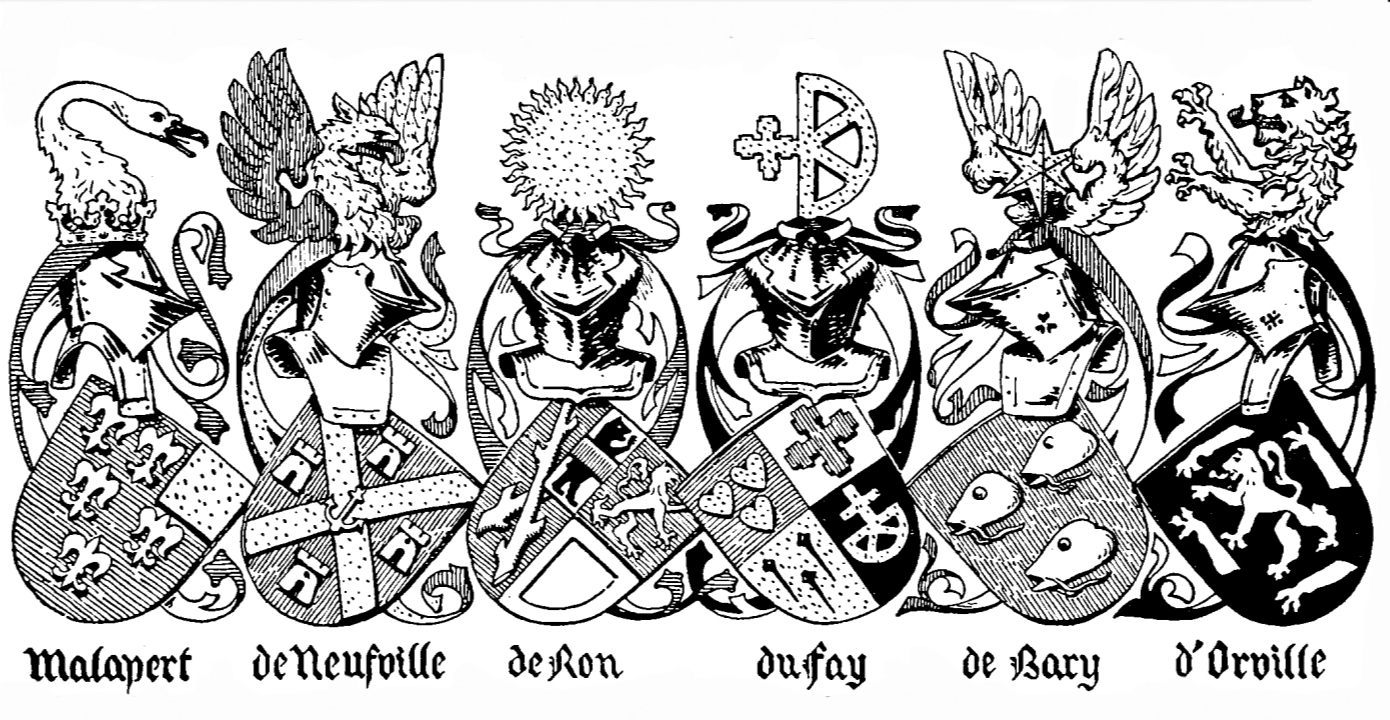
Wappen von reformierten Frankfurter Kaufmannsfamilien, im 16. Jahrhundert zugezogen: letztes Wappen: d’Orville
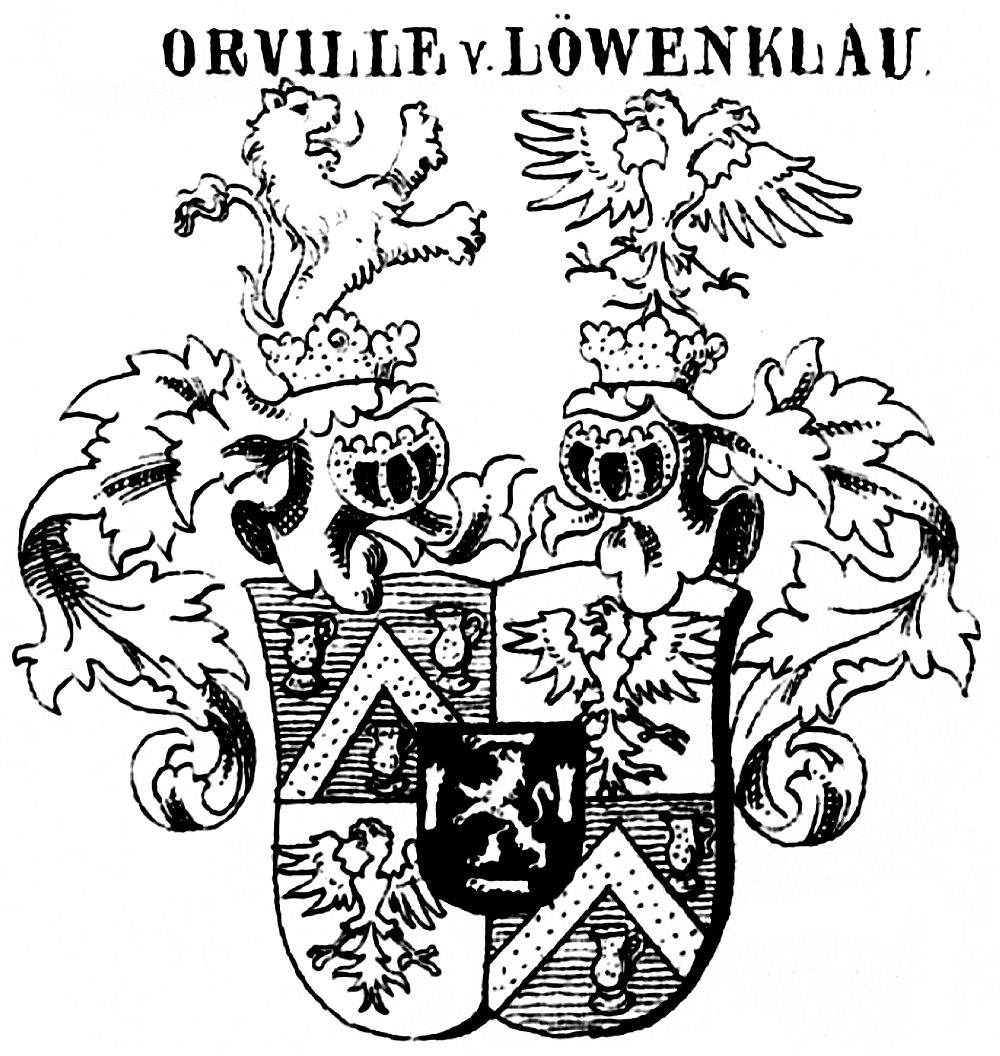
Gemehrtes Wappen von 1743 in Siebmachers Wappenbuch
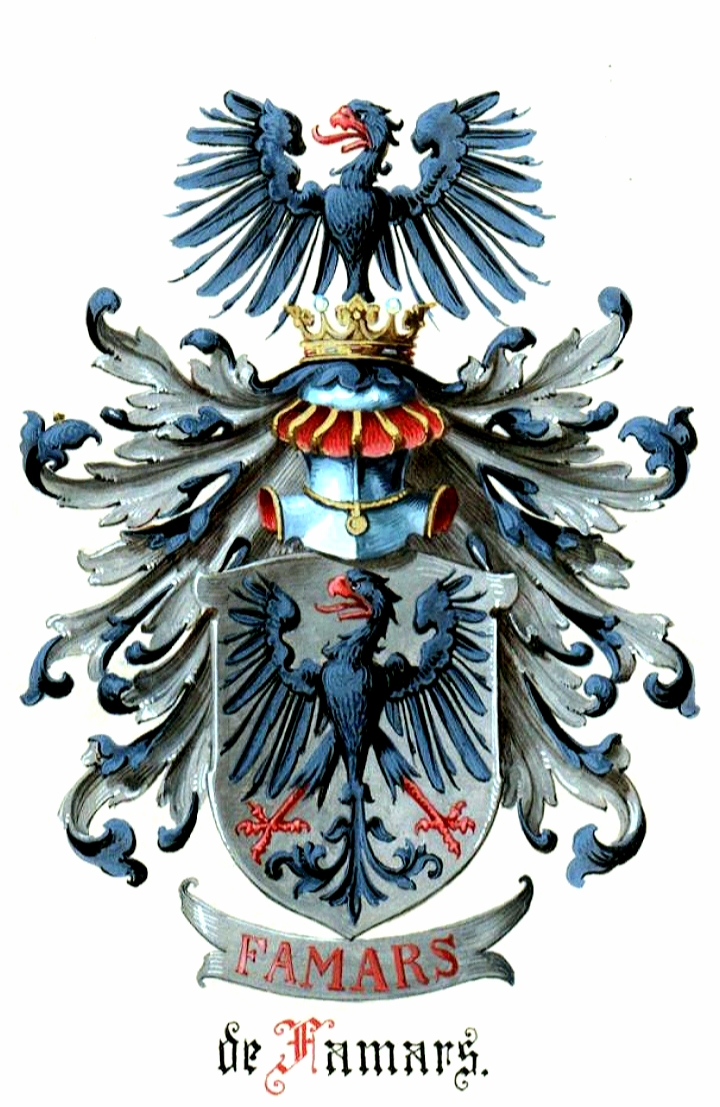
Wappen der Vorfahrenfamilie de Famars

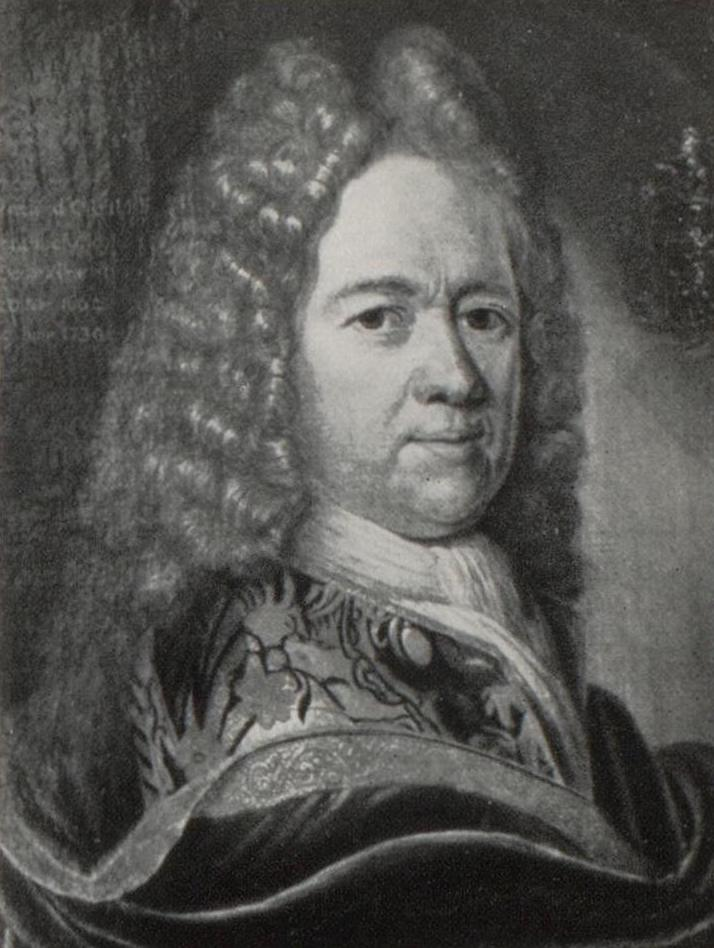
Peter Friedrich d'Orville

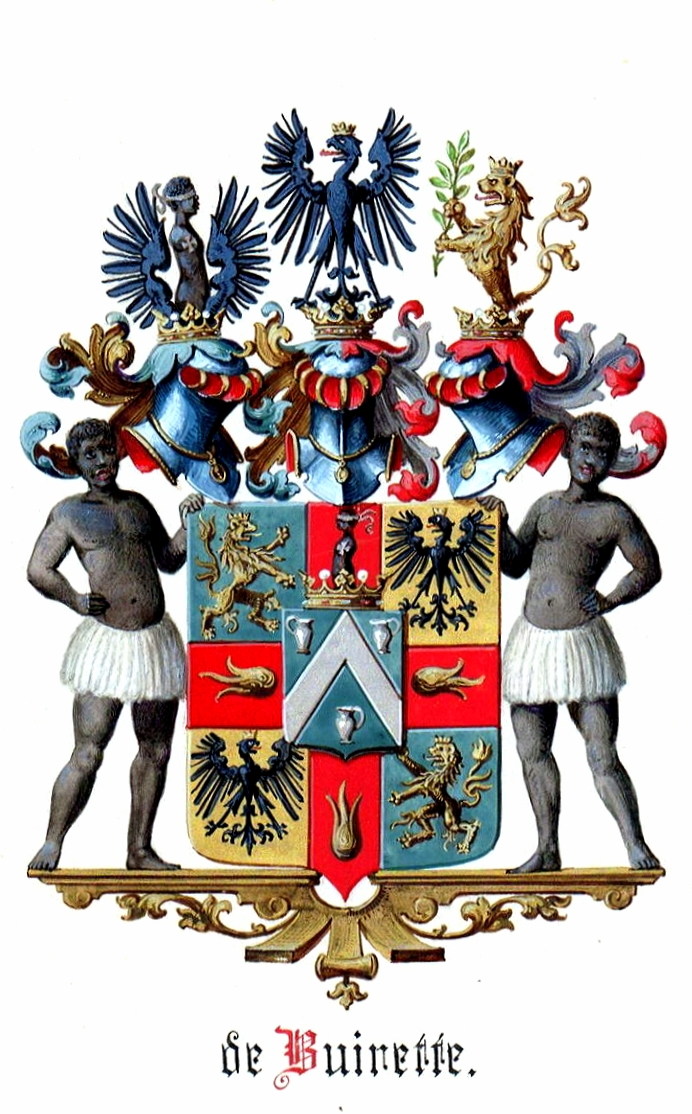
Wappen der Vorfahrenfamilie de Buirette von Oehlefeld

### Peter Friedrich d’Orville (1662–1739)

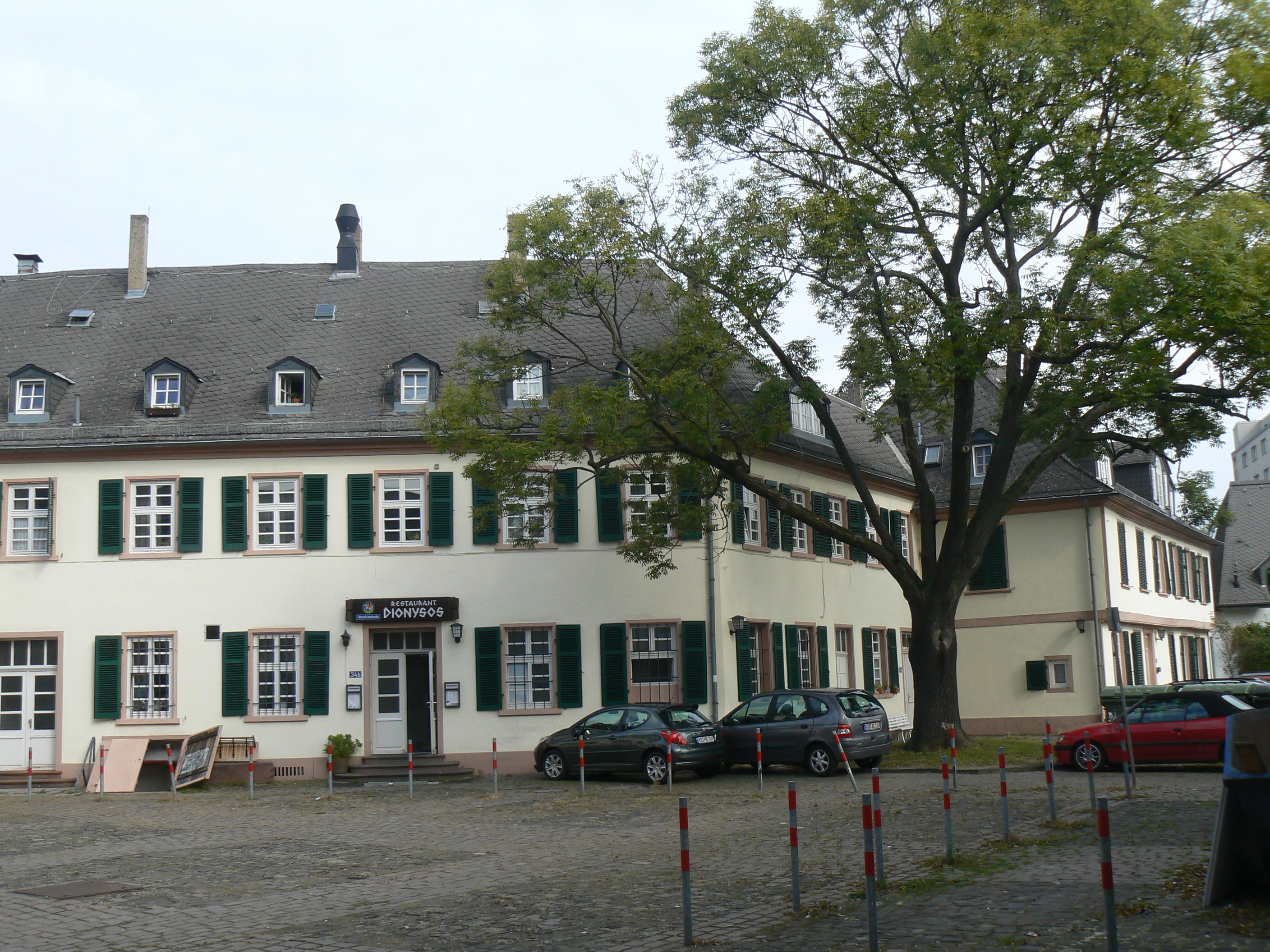
Schönhof in Frankfurt-Bockenheim

Peter Friedrich d’Orville (* 20. Februar 1662 in Frankfurt am Main; † 11. Juni 1739 ebenda) war Arzt und Gutsbesitzer in Frankfurt am Main. Er war als Familienmitglied sehr vermögend und gehörte zur Oberschicht der lutherischen Stadt Frankfurt am Main. Er war Eigentümer des Gutshofes Schönhof in Bockenheim nahe Frankfurt. Hier war die Ausübung seines calvinistisch-reformatorischen Glaubens mit anderen Glaubensflüchtigen erlaubt und möglich. Er heiratete am 15. Juni 1690 in Frankfurt am Main Susanna Judith Buirette von Oehlefeld (auch d’Ahlfelden) (1670–1730) aus Nürnberg. Auch ihre Familie stammte von calvinistischen Glaubensflüchtlingen aus Valenciennes (Pas de Calais) ab.

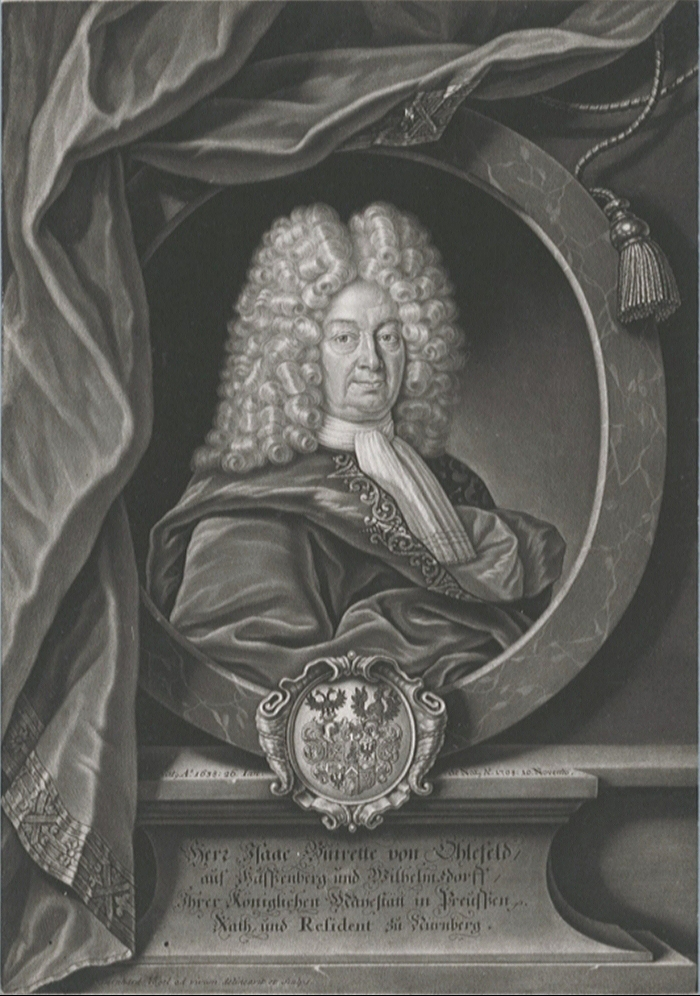
Isaak Buirette von Oehlefeld (1638–1708), Herr auf Hassenberg und Wilhelmsdorf, Handelsherr, preußischer Rat und Resident zu Nürnberg

Schwiegereltern waren Isaak Buirette (1638–1708) und Esther Blommart († 1672). Sein Schwiegervater Isaak Buirette (1638–1708) war preußischer geheimer Kriegsrat und gründete 1690 die später als „Erlanger Reifbräu“ firmierende Brauerei, dessen Cousin Leonhardt Weynand Buirette von Oehlefeld gründete 1712 zusammen mit Christoph Bever die spätere Kitzmann-Bräu Brauerei.

### Nachkommen von Peter Friedrich
Das Ehepaar Peter Friedrich d’Orville (1662–1739) und Susanna Judith Buirette von Oehlefeld (auch d’Ahlfelden) (1670–1730) hatten mehrere Kinder:

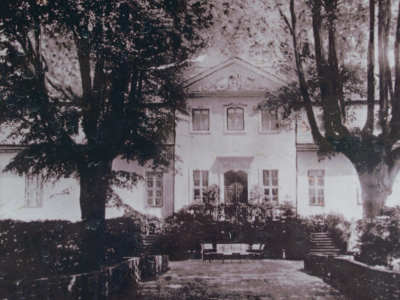
Schloss Wiednitz, Oberlausitz

1. Peter (Pierre) d’Orville (1693–1757), evangelisch-reformiert, Bürger und Handelsmann in Frankfurt. Seit dem 27. Mai 1721 verheiratet mit Johanna (Jeanne) Bernus (1699–1762) aus Frankfurt am Main, Teil der Frankfurter Oberschicht. Auch die Vorfahren ihrer Familie waren Glaubensflüchtlinge, die einst von Italien über die Niederlande zunächst nach dem reformierten Hanau zogen und dann bereits vermögend in die lutherische freie Reichsstadt Frankfurt am Main. Peter (Pierre) d’Orville führt das Handelsgeschäft fort und errichtete 1721 auf dem Frankfurter Roßmarkt eine Spezereiwarengroßhandlung. Er erbte von seinem Schwager Johann Heinrich Simones dessen Schloss samt Rittergut im sächsischen Wiednitz, am nördlichen Rand der Oberlausitz.
  1. Johann Matthäus d’Orville
  2. Johann Daniel d’Orville (1733–1769) führte mit seinem älteren Bruder ab 1757, nach dem Tod des Vaters, das Geschäft weiter. Er heiratete mit Johanna Bernus eine nahe Verwandte
    1. Johann David d’Orville (1758–1848), Kaufmann, heiratete Catharina Sara Koch
      1. Christian David d’Orville (1799–1866) zog in den Odenwald nach Michelstadt und gründete dort 1833 eine Fabrik zur Herstellung von bedruckten Baumwollstoffen (Kattunfabrik). 1835 heiratete er Marie Amalie Luise Schöler (1809–1851) aus Barmen. Kurz nach Geburt des sechsten Kindes starb 1851 die junge Mutter und Ehefrau.
        1. Marie Amalie Fréderique d’Orville (* 1836) verheiratet mit Hammerbesitzer Friedrich August Reubold in Weilbach (Bayern) bei Amorbach. Daraus entstand historisch das Linde AG Eisenwerk Weilbach Werk IV, Flurförderzeuge und Hydraulik. Dieser Geschäftsbereich wurde von der Linde AG an Finanzinvestoren KKR und Goldman Sachs verkauft.
        2. Johann David d’Orville genannt Jean (1838–1888), Unternehmer einer Buntweberei, Druckerei und Färberei, Gemeinderat, Reichstagskandidat für den Wahlkreis Erbach-Bensheim, unverheiratet
        3. Friedrich Wilhelm d’Orville (auch: Fréderique Guillaume) (1839–1886), Unternehmer einer Buntweberei, Druckerei und Färberei, Gemeinderat, unverheiratet
        4. Christine Wilhelmine Sophie d’Orville (* 1842), verheiratet mit August Fülberth aus Neustadt/Odenwald, Gräflich-Erbach’scher Domänenpächter des Hohenloher Hofes in Rehbach, 1878 Gutspächter in Utphe/Oberhessen, 1902 Ruhestand in Wiesbaden
        5. Robert Gustav d’Orville (1846–1890), Unternehmer einer Buntweberei, Druckerei und Färberei. Er heiratete 1873 in 1. Ehe die aus Offenbach am Main stammende Katharina Elisabeth Antonie Knipp (1850–1886) und hatte mit ihr fünf Töchter. Seine zweite Ehe mit der aus Wesel stammenden Caroline Hermann blieb kinderlos. Mit seinem Tod am 29. Dezember 1890 starb die männliche Linie des Michelstädter Zweiges der Familie d’Orville aus. Ein Grabmal auf dem Michelstädter Friedhof und ein Straßenname erinnern heute noch an die Familie d’Orville in Michelstadt im Odenwald.
          1. Marie Amalie Luise d’Orville (1874–1964), die älteste Tochter von Robert Gustav d’Orville, heiratete am 11. Juli 1896 den Reallehrer Ludwig Hönig (1860–1918). Durch ein großherzogliches Dekret vom 28. Oktober 1899 von Großherzog Ernst Ludwig erhielten beide das Recht den Doppelnamen Hönig-d’Orville zu führen. Dieser Familienname hat sich bis heute erhalten.
          2. Maria (Ria) d’Orville (* 1878)
          3. Maria (Melli) d’Orville (* 1880)
          4. N.N. (N.N.–N.N.)
          5. Antonia (Toni) d’Orville (* 1886)

        6. Marie Amalie Luise Auguste d’Orville heiratete den Frankfurter Georg Reichard und zog unter dem Familiennamen Reichard-d’Orville zurück nach Frankfurt am Main, Kleiner Kornmarkt 14 1. Ihr Ehemann war Teilhaber der einer von seinem Vater mit gegründeten Druckerei C. Naumann am Kleinen Kornmarkt, einer Wertpapierdruckerei von Weltruf, ab 1850 Dondorf & Naumann, die in Geschäftsverbindungen zur d’Orvillschen Druckerei in Michelstadt stand. In den 1880ern zog das Ehepaar in den Reuterweg 88. 1931 wurde die Druckerei C. Naumann zwangsweise liquidiert.

  3. Susanna Marie d’Orville (1735–1800) heiratete 1752 in Frankfurt Daniel Andreas Gontard (1727–1781), Spross einer hugenottischen Familie aus Grenoble. Ihr Sohn Jakob Friedrich Gontard-Borkenstein (1764–1843) war der Ehemann von Susette Gontard (1769–1802, Tochter von Hinrich Borkenstein und Hölderlins „Diotima“). Jakob Friedrich Gontard war seit 1786 Teilhaber der Firma Jakob Friedrich Gontard & Söhne und vertrat seit 1823 deren Interessen in Paris.
2. Walbourg Elisabeth d’Orville (1694–1716)
3. Reneé Susanne d’Orville (1696–1733) heiratete am 18. Juni 1715 Johann Martin de Ron (1690–1733)
4. Marie d’Orville (1698–1701)
5. Isaak d’Orville (1699–1763), genannt nach seinem mütterlichen Großvater Isaak Buirette von Oehlefeld. Er heiratete Maria Magdalena Cornet. Er erbte 1739 von seinem Vater den Gutshof Schönhof in Bockenheim. 1743 wurde er von dem vier Jahre (1742–45) nur in Frankfurt residierenden deutschen Kaiser Karl VII. in den Adelsstand erhoben. Die Familie erhielt den Namen „Edler von Löwenclau und Herr zu Schönhoffen“ (siehe unten).
6. Marie Elisabeth d’Orville (* 1701), verheiratet 1722 mit Johann Heinrich Simonis, kurfürstlich sächsischer Kriegsrat und polnischer Diplomat, Bauherr des 1945 zerstörten Schlosses (1730–1736) und Rittergutsbesitzer von Wiednitz, einem Dorf im sächsischen Landkreis Bautzen am nördlichen Rand der Oberlausitz. Erbe wurde Marie Elisabeths ältester Bruder Peter.
7. Guillaume (Wilhelm) Dau’re d’Orville (1704–1775), Jurist

### Isaak d’Orville von Löwenclau
Isaak d’Orville (später auch Isaak Freiherr d’Orville Edler von Löwenclau und Herr zu Schönhoffen; * 7. August 1699; † 17. Dezember 1763) war ein Sohn des Peter Friedrich d’Orville und ein wohlhabender Frankfurter Bürger. Er heiratete Maria Magdalena Cornet und erbte 1739 von seinem Vater Peter Friedrich d’Orville den Gutshof Schönhof in Bockenheim.

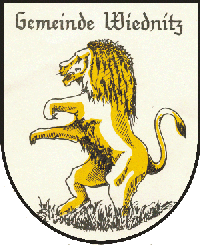
Wappen von Wiednitz

1743 wurde er von dem vier Jahre (1742–45) nur in Frankfurt residierenden deutschen Kaiser Karl VII. in den Adelsstand erhoben. Der Kaiser brauchte ständig neue Finanzmittel, auch deshalb war er mit der Vergabe von Adelstiteln in seiner kurzen Regierungszeit sehr freigiebig. Der Isaak d’Orville und seiner Familie verliehene Adelstitel „Edler von Löwenclau und Herr zu Schönhoffen“ weist auf die starken Bindungen der Familie zum calvinistisch-reformatorischen Glauben hin, der sich nicht nur in deren historischem Ursprung aus Valenciennes begründet. Das Wappen der Freiherren von Löwenclau hat sich als sog. Wiednitzer Wappen „Springender Löwe mit ausgestreckten Klauen“ erhalten. Dies ist dem Rittergutsbesitzer Peter Friedrich d’Orville zu verdanken. Das Gut Schönhof wurde 1765 an Samuel Bruère (1769–1791), hessen-kasselscher Hauptmann und Weinhändler in St. Goar, verkauft.
Isaak d’Orville von Löwenclau hatte Nachfahren:
- Helene (1724–1803) ⚭ Wolfgang von Riesch (1712–1776)[4]
- Peter Friedrich d’Orville von Löwenclau (1731–1787) ⚭ Wilhelmine Friederike Elisabeth
  - Wilhelmine Elisabeth (1774–1801) ⚭ Friedrich Leopold von Wurmb (1757–1818) aus dem Hause Wolkramshausen, königlich sächsischer Oberstleutnant
  - Ernestine Marie Christine (1774–1826) ⚭ Graf Leopold von der Schulenburg, preußischer Landrat und Gutsbesitzer in Bodendorf
- Carl d’Orville von Löwenclau (1779–1831) ⚭ Julie von Herzberg (1782–1828)

- Rudolf d’Orville von Löwenclau (1839–1914), preußischer Generalleutnant

- Johann Philipp d’Orville von Löwenclau, kurfürstlich sächsischer Oberstleutnant der Grenadiergarde, Erbherr auf Grüningen, Reinstedt und Pannewitz ⚭ Henriette Friderica Amalia, geborene von der Schulenburg aus dem Hause Schochwitz in der Grafschaft Mansfeld. Aus der Ehe gingen vier Kinder hervor.
  - Karl d’Orville von Löwenclau (1777–1842), preußischer Regierungs- und Forstrat ⚭ Karoline Sophie Auguste von Thadden (1788–1788), Tochter des Johann Leopold von Thadden

- Maximilian d’Orville von Löwenclau (1848–1906), Besitzer der Villa d’Orville von Löwenclau in Kötzschenbroda

- - Georg d’Orville von Löwenclau (1780–1832), preußischer Rittmeister ⚭ Eleonore von Thadden (* 1790), Schwester der Vorigen

### Jean George d’Orville
Jean George d’Orville (Johann Georg d’Orville) (* 25. Mai 1747 Frankfurt am Main; † 17. Mai 1811 Offenbach am Main), Frankfurter Bankier und seit 1768 Teilhaber der bis heute existierenden Schnupftabakfabrik Gebrüder Bernard in Offenbach am Main. Er war Sohn von Jacob Philipp d’Orville (1717–1792) und Renée (Renette) Susanne de Ron, und als Nachkomme der Familie d‘Orville war auch er calvinistischen Glaubens. Jean George d’Orville (Johann Georg d’Orville) heiratete am 10. Januar 1769 in Frankfurt am Main Johanna Rahel Bernard (1751–1822), Tochter des Schnupftabakfabrikanten Johann Heinrich Bernard und der Johanna Rungius. 1768 hatte Jean Georg d’Orville einen Gesellschaftsvertrag mit Johann Nicolaus Bernard abgeschlossen und war damit Teilhaber der Schnupftabakfabrik Gebrüder Bernhard in Offenbach am Main geworden. 1773 kauften Jean George d’Orville und Nikolaus Bernard ein Grundstück an der Herrnstraße in Offenbach zur Erweiterung ihrer Fabrik. Bis 1775 entstand dort auch ein Herrenhaus mit angrenzenden Gärten im Stile des Barock und Klassizismus. Es wurde das dominierende Gebäude im Offenbacher Stadtbild und Vorläufer des späteren Büsing-Palais in Offenbach.

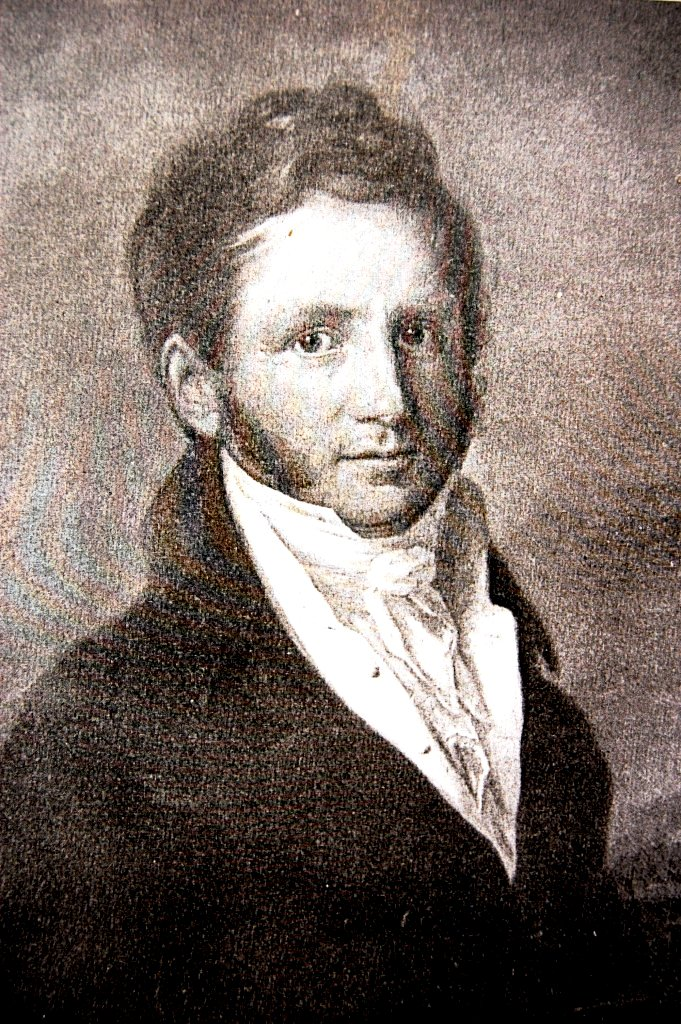
Peter Georg d’Orville (1783–1858), Unternehmer und Bürgermeister von Offenbach

Jean George d’Orville war der Vater von Peter Georg d’Orville (1783–1858), Unternehmer und erster und dritter Bürgermeister der Stadt Offenbach am Main. Das Ehepaar hatte mehrere Kinder.

## Bekannte Namensträger (alphabetisch)
- Adolf Freiherr von Büsing-Orville (1860–1948), deutsch-liechtensteinischer Unternehmer
- Albert D’Orville (1621–1662), belgischer Jesuit, Missionar in China und Kartograph
- Jacques Philippe d’Orville (1696–1751), niederländischer Altphilologe
- Johann Friedrich d’Orville (1785–1882), Mitglied der ständigen Bürgerrepräsentation der Freien Stadt Frankfurt
- Johann Peter d’Orville (1770–1851), Mitglied der ständigen Bürgerrepräsentation der Freien Stadt Frankfurt
- Peter d’Orville (Bankier) (1618–1699), deutscher Bankier
- Peter August d’Orville (auch Pierre Auguste d’Orville; 1804–1864), deutscher Schachkomponist
- Peter Friedrich d’Orville (1662–1739), deutscher Gutsbesitzer und Arzt, siehe D’Orville (Familie) #Peter Friedrich d’Orville (1662–1739)
- Peter Georg d’Orville (1783–1858), deutscher Unternehmer und Politiker, Bürgermeister von Offenbach am Main